# 고이도
고이도(古耳島)는 신안군 압해읍에 딸린 섬이다.

## 교통
고이도 가는 방법
⓵ 차도선 : 현재(2024. 11. 15 기준) 매표소가 공사 중이기 때문에 돌아다니는 매표원에게 표를 끊어야 한다
• 차도선 승선 시간 (*신월항 기준)
09시 05분, 10시 40분, 15시 15분, 16시 총 4차례 운영
⓶ 마을 도선 고이호
: 마을 도선은 배에 탑승 후 선장님께 직접 표를 끊어야 한다
• 마을도선 고이호 승선 시간 (*신월항 기준)
(동절기 기준) 07시 50분 ~ 19시 50분 총 9차례 운영

## 섬 내 교통수단
- 고이도 안에는 1004번 버스가 주민들의 발이 되어주고 있다. 버스 기사에게 전화를 하면 직접 태우러 오며 요금은 1000원이다.

## 관광
- 고이도 왕산성지 (신안군 향토유적 제17호)

## 현황
- 현재 고이도에는 4개 마을 (칠동, 사동, 대촌, 고장) 마을이 있다. 마을 내에는 식당이 2개 있으며 고이항 주변에 있는 선희식당 (고이길 12번지) 그리고 마을식당(왕산길 171번지)가 있다.
- 마을 축제 : 아자니아 축제 2024년 11월 1일부터 ~ 11월 10일까지 개최되었다
- 고이도 주업  벼농사, 조농사  갯벌 낙지 맨손 어업 (국가중요어업유산지정)  염전 (약 30ha규모에서 18명 종사 / 연간 1,630억원 소득)   새우양식 (약 45ha규모에서 9명 종사 / 연간 23억원 소득)
- 특산품  차조  태양초

-출처 KBS광주방송총국 별별다방

## 참고
KBS 광주방송총국 별별다방
https://www.youtube.com/live/TpSkBkIfL6Y?si=-fWRmhoChBLF7pFl 별별다방 고이도 1탄
https://www.youtube.com/live/1yW6SSARv14?si=yXf-6fHTt2rOH2sU 별별다방 고이도 2탄
1. ↑  “별별다방”. 2024년 11월 14일에 확인함.